# 岩泉郵便局
岩泉郵便局（いわいずみゆうびんきょく）は岩手県下閉伊郡岩泉町にある郵便局。民営化前の分類では集配特定郵便局であった。局番号は83017。

## 概要
住所：〒027-0599 岩手県下閉伊郡岩泉町岩泉字村木7-5
民営化直前の、集配業務再編において、多くの集配特定郵便局は配達センターとなったが、当局は地域郵便輸送の拠点として統括センターとされたため、民営化に際し郵便事業株式会社の支店が併設された。

## 沿革
- 1874年（明治7年）12月20日 - 岩泉郵便取扱所として開設[1]。
- 1875年（明治8年）1月1日 - 岩泉郵便局（五等）となる。
- 1882年（明治15年） - 為替・貯金取扱を開始。
- 1897年（明治30年）2月11日 - 岩泉郵便電信局となる。
- 1903年（明治36年）4月1日 - 通信官署官制の施行に伴い岩泉郵便局となる。
- 1964年（昭和39年）10月1日 - 電話通話、電話交換、和文電報受付・配達の各業務を岩泉電報電話局に移管[2]。
- 2007年（平成19年）3月5日 - 岩手大川郵便局から集配業務を移管[3]。
- 2007年（平成19年）10月1日 - 民営化に伴い、併設された郵便事業岩泉支店に一部業務を移管。
- 2012年（平成24年）10月1日 - 日本郵便株式会社の発足に伴い、郵便事業岩泉支店を岩泉郵便局に統合。
- 2020年（令和2年）3月2日 - 安家郵便局から集配業務を移管。

## 取扱内容
- 郵便、印紙、ゆうパック、内容証明
- 貯金、為替、振替、振込、国際送金、国債
- 生命保険、バイク自賠責保険
- ゆうちょ銀行ATM
- 下閉伊郡岩泉町内の一部地域（〒027-05xx、027-06xx、028-22xx）の集配業務
- ゆうゆう窓口

## 風景印
- 表記は『岩手岩泉』
- 図案は天然記念物『龍泉洞』・『乳牛』
- 使用開始日は1959年（昭和34年）6月10日

## 周辺
- 岩泉町役場
- 岩手県立岩泉高等学校
- 岩泉警察署

## アクセス
- JRバス東北、岩泉町民バス、東日本交通 岩泉上町停留所下車
- 国道455号沿い
- 駐車場あり：4台